# Чези (Терамо)
Чези (итал. Cesi) је насеље у Италији у округу Терамо, региону Абруцо.
Према процени из 2011. у насељу је живело 208 становника. Насеље се налази на надморској висини од 150 м.